# Lista de membros da Royal Society eleitos em 1977
Esta é uma listra de Membros da Royal Society eleitos em 1977.

## Fellows
- Erich Hückel (1896-1980)
- Alfred Spinks (1917-1982)
- Oliver Zangwill (1913-1987)
- Richard Norman (1932-1993)
- Frank Pasquill (1914-1994)
- Richard Hume Adrian 2nd Baron Adrian of Cambridge (1927-1995)
- William John Strang (1921-1999)
- Gopalasamudram Narayana Ramachandran (1922-2001)
- Vincent Massey (1926-2002)
- John Maynard Smith (1920-2004)
- Rendel Sebastian Pease (1922-2004)
- Helen Muir (1920-2005)
- Thomas Richard Edmund Southwood (1931-2005)
- Alan Arthur Wells (m. 2005)
- Setsuro Ebashi (1922-2006)
- Edward Boyse (m. 2007)
- Edward Granville Broadbent (m. 2008)
- David Cushing (m. 2008)
- Jeremy Randall Knowles (m. 2008)
- Israel Gelfand (m. 2009)
- Ephraim Katzir (m. 2009)
- Alec Douglas Bangham (m. 2010)
- John Philip Cooper (1923-2011)
- Cyril Domb (1920-2012)
- Peter Orlebar Bishop (m. 2012)
- Peter Gray (m. 2012)
- Bruce Bilby (1922-2013)
- Donald Thomas Anderson
- Eric Ash
- John Bingham
- Martin Bott
- Peter Chadwick
- Alexander Lamb Cullen
- Peter Duncumb
- Ronald Gillespie
- Jeffrey Goldstone
- Leon Mestel
- Stephen Moorbath
- John Raymond Postgate
- John Robert Ringrose
- William Stewart
- John Meurig Thomas
- David Weatherall
- Arnold Wolfendale